# USS Fletcher (DD-445)
USS Fletcher (DD/DDE-445) — эскадренный миноносец типа «Флетчер», состоявший на вооружении ВМС США. Первый корабль этого типа. Один из самых заслуженных кораблей американского флота во Второй Мировой войне. Был назван в честь адмирала Фрэнка Флетчера (23 ноября 1855 — 23 ноября 1928).
Эсминец был заложен 2 октября 1941 года на верфи Federal Shipbuilding and Drydock Company в Карни, Нью-Джерси. Спущен на воду 3 мая 1942 года и сдан в эксплуатацию 30 июня 1942 года. Первый командир корабля — лейтенант-коммандер Уильям Коул.

## История

### Вторая Мировая война

#### 1942
5 октября 1942 года корабль прибыл в Нумеа, Новая Каледония и сразу же приступил к активному несению конвойной и патрульной службы в ходе операций на Гуадалканале, 30 октября обстреливал аэродром в Лунга-Пойнт. 9 ноября вышел в море с Эспириту Санто для прикрытия высадки десанта. 12 ноября участвовал в отражении налёта японской авиации на транспортные суда, сбив несколько самолётов. В ходе первой фазы сражения за Гуадалканал сыграл важную роль в его морской части — в ближнем бою огнём артиллерии и торпедами было потоплено два японских эсминца, а также повреждён линейный крейсер Хиэй, позже добитый морской авиацией. После боя эсминец вернулся на Эспириту Санто для отдыха, а затем вновь вышел в море на противолодочное патрулирование. 30 ноября 1942 года вошёл в состав соединения кораблей, целью которых был перехват японских транспортов, доставлявших подкрепления на Гуадалканал. Fletcher шёл впереди отряда через пролив Ленго и первым установил радиолокационный контакт с противником у мыса Тассафаронга незадолго до полуночи. В результате боя был потоплен японский эсминец Takanami, тяжёлые повреждения получили американские крейсера Minneapolis, New Orleans и Pensacola, а тяжёлый крейсер Northampton был потоплен. Выживших моряков с него подобрал Fletcher.

#### 1943
Корабль продолжал вести боевые действия у Соломоновых островов, обстреливая береговые цели, патрулируя, отражая налёты японской авиации и срывая попытки японцев высадить десант. 11 февраля 1943 года потопил японскую подводную лодку I-18. 21 февраля прикрывал высадку десанта на островах Расселл, обстреливал аэродром Мунда на острове Нью-Джорджия.
С 23 апреля по 4 мая находился в Сиднее на отдыхе и ремонте. Затем корабль ушёл на капитальный ремонт и вернулся к активным действиям 31 октября. Вошёл в состав оперативного соединения, осуществлявшего прикрытие вторжения на острова Гилберта.

#### 1944
9 декабря 1943 года Fletcher вернулся в Пёрл-Харбор для ремонта и подготовки к атаке на Маршалловы острова. С 13 по 21 января осуществлял прикрытие конвоя из Сан-Диего на Гавайи, а затем присоединился к группе кораблей, обстреливавших атолл Вотье 30 января. На следующий день корабль встретился с основными ударными силами, готовившимися к атаке на Кваджалейн. Патрульную службу у атолла корабль нёс до 4 февраля, после чего ушёл с конвоем пустых транспортов на Фунафути, к 15 февраля ушёл в Маджуро для сопровождения крупных боевых кораблей, обстреливавших атоллы Тароа и Вотье 20 и 21 февраля. После перешёл на патрулирование к атоллу Эниветок.
18 апреля, после учений у Порт-Пёрвис, прибыл на Новую Гвинею к мысу Кейп Судест. Здесь он базировался на протяжении месяца, осуществляя выходы для прикрытия высадки десанта в заливе Гумбольдт Бэй. В мае сопровождал конвой к Нумеа и осуществлял противолодочное патрулирование. В июне участвовал в операции по срыву попыток японцев укрепить свой гарнизон на острове Биак. Обстреливал береговые цели в ходе боёв за Номфоор и Моротай.
В октябре сопровождал транспорты в ходе подготовки вторжения на Лейте. В ноябре активно участвовал в первой фазе освобождения Филиппин, прикрывая конвои, отражая атаки авиации и обстреливая побережье перед высадками десантов в Ормок Бэй и Миндоро.

#### 1945
4 января 1945 года вышел из бухты Сан-Педро для участия в атаке на Лусон. В ходе боёв в заливе Лингайен отражал атаки авиации и сбил несколько самолётов. 29 января перешёл в бухту Субик Бэй для прикрытия тральщиков. В феврале участвовал в атаках на Батаан и Коррегидор, прикрывал тральщики в Манильской бухте. 14 февраля попал под обстрел японских батарей у мыса Кочинос, получил попадание, убившее восемь членов команды и ранившее троих. Несмотря на повреждения, корабль продолжил бой, а позже подобрал выживших моряков с тральщика YMS-48, также попавшего под обстрел. За отвагу в борьбе за живучесть корабля, старшина второй статьи (Petty Officer Second Class) Элмер Бигелоу был посмертно награждён Медалью Почёта.
Fletcher принимал участие в высадке у Пуэрто-Принсеса и Замбоанга, прикрывал тральщики и десант у острова Таракан. До 13 мая 1945 года корабль выполнял боевые задачи на Филиппинах, после чего ушёл в Сан-Диего на капитальный ремонт. 15 января 1947 года корабль был выведен в резерв.

### 1949—1969

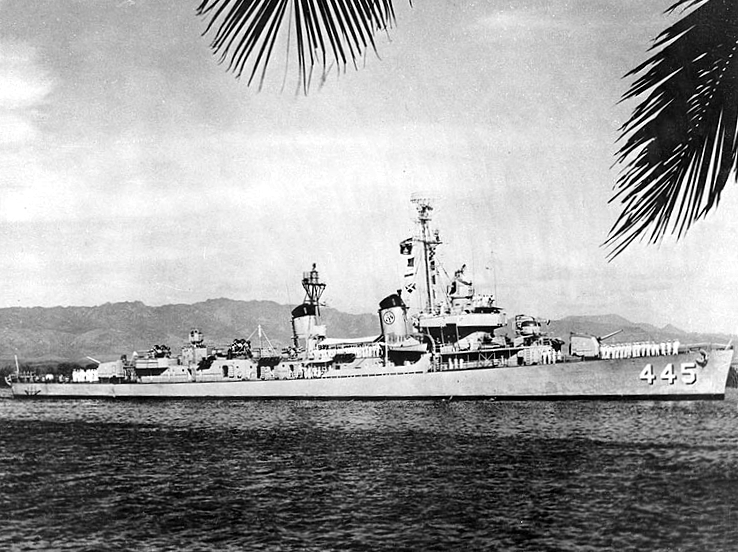
«Флетчер» в Пёрл-Харборе. 1964

3 октября 1949 года корабль вернулся в строй для модернизации и оснащения противолодочным вооружением, стал эскортным эсминцем (DDE-45). С 1 мая 1950 года в составе 7-го флота нёс службу в западной части Тихого океана. В момент начала Корейской войны находился в Гонконге вместе с авианосцем Valley Forge. Авианосное соединение прибыло в Корею 3 июля 1950 года, где к нему присоединился британский авианосец HMS Triumph, и приступило к нанесению авиаударов по северокорейским войскам. В течение лета Fletcher совершал переходы от побережья Кореи на Окинаву и на американскую базу в Сасебо. С 13 по 17 сентября участвовал в высадке десанта в Инчхоне. 11 ноября вернулся в Пёрл-Харбор.
19 ноября снова вышел к берегам Кореи для ведения боевых действий. Обстреливал береговые цели, участвовал в противолодочных учениях на Окинаве и патрулировал Тайваньский пролив. Вернулся в Пёрл-Харбор 20 июня 1952 года. С 5 сентября по 24 ноября участвовал в обеспечении проведения серии ядерных испытаний на атолле Эниветок (Operation Ivy).
С 1954 по 1962 год находился в восточной Азии в составе 7-го флота, в основном ведя противолодочное патрулирование.
1 августа 1969 года был выведен из состава флота. 22 февраля 1972 года продан для разделки на металл.

## Награды
Эсминец был награждён 15 звёздами за службу во Второй мировой войне и 5 звёздами за службу в Корейской войне.

## Список командиров
- лейтенант-коммандер Уильям Коул (30 июня 1942 — 11 декабря 1942)
- лейтенант-коммандер Фрэнк Джонсон (11 декабря 1942 — 11 апреля 1943)
- лейтенант Джон Хьюз (11 апреля 1943 — 19 апреля 1943)
- коммандер (позднее — контр-адмирал) Роберт Макгиннис (19 апреля 1943 — 10 февраля 1944)
- коммандер Джон Ли Фостер (10 февраля 1944 — 14 марта 1945)
- лейтенант-коммандер Роберт Робинсон Грин (14 марта 1945 — 15 июня 1946)
- лейтенант Джон Бервик Андерсон (15 июня 1946 — 15 января 1947)
- коммандер Уильям Лоури (3 октября 1949 — 27 декабря 1951)
- коммандер Джордж Алоизиус Хейс (27 декабря 1951 — 17 февраля 1952)
- коммандер Гровер Леонард Роулингс (17 февраля 1952 — 29 июля 1953)
- коммандер Клод Смит Фармер мл. (29 июля 1953 — 5 ноября 1955)
- коммандер Чарльз Мур Кассел мл. (5 ноября 1955 — 9 ноября 1957)
- коммандер Альфред Энтони Чербак (9 ноября 1957 — 26 декабря 1959)
- коммандер Джордж Дэвид Харрельсон (26 декабря 1959 — 1 декабря 1961)
- коммандер Честер Роберт Лангер (1 декабря 1961 — 30 января 1964)
- коммандер Фремонт Истер Рейхвейн (30 января 1964 — 31 июля 1965)
- коммандер Роберт Ллойд Морган (31 июля 1965 — 5 ноября 1966)
- коммандер Лесли Адам Тейлор мл. (5 ноября 1966 — 8 октября 1968)
- коммандер Генри Фрэнсис Бойл мл. (8 октября 1968 — 1 октября 1969)

## В искусстве
Fletcher появляется в фильме «The Wackiest Ship in the Army» с Джеком Леммоном в главной роли, а также в фильме «Убрать перископ».

Корабль представлен в компьютерных играх World of Warships, Battlestations: Midway в качестве Флагмана одной из миссий, Battlestations: Pacific, War Thunder.